# Kostiantyn Oleksiiovych Yefymenko
Kostiantyn Oleksiiovych Yefymenko (tiếng Ukraina: Костянтин Олексійович Єфименко; sinh ngày 26 tháng 6 năm 1975) là một doanh nhân và chính khách Ukraina. Ông từng giữ chức Bộ trưởng Bộ Giao thông và Thông tin liên lạc Ukraina từ ngày 11 tháng 3 đến ngày 9 tháng 12 năm 2010, cũng như Thứ trưởng thứ nhất Bộ Cơ sở hạ tầng Ukraina từ ngày 23 tháng 12 năm 2010 đến ngày 15 tháng 4 năm 2014. Yefymenko hiện là chủ tịch của Câu lạc bộ khúc côn cầu trên băng Bilyi Bars.

## Tiểu sử
Yefymenko tốt nghiệp trường số 13 của Bila Tserkva năm 1992 với huy chương bạc về thành tích học tập.
Năm 1997, Yefymenko tốt nghiệp khoa Kinh tế của Đại học Quốc gia Taras Shevchenko Kyiv với bằng Kế toán và Kiểm toán.
Yefymenko đã kết hôn và có ba người con, gồm hai con gái và một con trai.

## Hoạt động chính trị
Từ năm 2008 đến năm 2009, Yefymenko giữ chức đại biểu Ủy ban tỉnh Kyiv, với tư cách thành viên của Khối Yulia Tymoshenko. Ông cũng từng giữ chức ủy viên Hội đồng Thành phố Bila Tserkva.
Ngày 11 tháng 3 năm 2010, Yefymenko được bổ nhiệm làm Bộ trưởng Bộ Giao thông và Thông tin liên lạc Ukraina. Ông giữ chức vụ này cho đến ngày 9 tháng 12 năm 2010. Sau nhiệm kỳ bộ trưởng, từ ngày 23 tháng 12 năm 2010 đến ngày 15 tháng 4 năm 2014, Yefymenko giữ chức Thứ trưởng thứ nhất Bộ Cơ sở hạ tầng Ukraina.
Năm 2015, Yefymenko tranh cử chức thị trưởng Bila Tserkva, nhưng thất bại ở vòng bầu cử thứ hai trước Henadiy Dikiy, người nhận được 39,3% số phiếu bầu.
Từ năm 2018, ông là diễn giả tại các hội nghị kinh doanh lớn, bao gồm Business Concentrate, Terrasoft, Business Anatomy và các phiên họp của Diễn đàn Kinh tế Quốc tế Kyiv.

## Sự nghiệp và hoạt động kinh doanh
Từ năm 1995 đến năm 1996, ông là chuyên viên phòng Phân tích của Công ty Bảo hiểm Veksel (Вексель); Từ năm 1997 đến năm 1998, ông là kế toán trưởng; trưởng phòng Bảo hiểm và Nghiệp vụ tài chính; phó Chủ tịch Hội đồng quản trị của Công ty Bảo hiểm Ukrgazprompolis (Укргазпромполіс); Từ năm 1998 đến năm 2002, ông giữ chức chủ tịch hội đồng quản trị của công ty bảo hiểm Ukrgazprompolis; Từ năm 2002 đến năm 2008 ông là Phó tổng giám đốc Kinh tế; Giám đốc khoa học và Kĩ thuật; Giám đốc Kinh tế và Chính sách kế toán của UkrTransGaz; Từ năm 2008 đến năm 2009, ông là chủ tịch ban Thanh tra của "Biopharma". Từ năm 2009 đến năm 2010, ông là giám đốc của Ukrtransgaz NJSC Naftogaz của Ukraina. Từ năm 2014, ông là chủ tịch của công ty dược phẩm "Biopharma", đồng thời là giữ chức chủ tịch hội đồng quản trị của Tập đoàn Tribo. Từ năm 2017, ông là giám đốc điều hành của "Biopharma".

### Biofarma
Từ năm 2014, Yefymenko là chủ tịch của công ty dược phẩm Biopharma, một công ty Ukraina chuyên phát triển và sản xuất dược phẩm sinh học miễn dịch từ huyết tương của người hiến. Công ty nằm trong top 10 nhà sản xuất Ukraina lớn nhất trong lĩnh vực dược phẩm.
Năm 2019, nhà máy xử lý huyết tương của Biopharma tại thành phố Bila Tserkva, trị giá 75 triệu đô la Mỹ đã được mở cửa và đi vào hoạt động.
Vào tháng 12 năm 2019, Biopharma bán một phần công ty cho công ty sản xuất dược phẩm STADA của Đức.
Năm 2020, Biopharma tập trung vào việc chống lại đại dịch COVID-19.

### Tribo
Yefymenko là chủ tịch hội đồng quản trị của Tribo Ltd. Tribo, nhà cung cấp phụ tùng chính hãng cho MAZ, KrAZ, và BelAZ. Công ty con Tribo Rail, có trụ sở tại Vương quốc Liên hiệp Anh, phụ trách phân phối sản phẩm tại thị trường châu Âu, thường xuyên hợp tác vơi Siemens, Bombardier, Alston, và nhiều nhà sản xuất có tiếng khác trong lĩnh vực công nghệ đường sắt.
Sản phẩm của công ty bao gồm hơn 800 mặt hàng cho các lĩnh vực công nghiệp như vận tải đường sắt, xe tải, thiết bị nông nghiệp và thiết bị công nghiệp.

## Hoạt động xã hội và từ thiện
Năm 2011, Yefymenko thành lập Quỹ từ thiện Kostiantyn Yefymenko tại Bila Tserkva. Quỹ thực hiện và hỗ trợ các chương trình văn hóa xã hội, giáo dục, y tế, lịch sử, du lịch và các chương trình khác liên quan đến đời sống và phát triển của thành phố.
Trong giai đoạn 2011-2013, các cuộc khai quật khảo cổ trên Đồi Lâu đài (Замкова Гора) đã được tiến hành bằng nguồn tài trợ của Quỹ. Các hiện vật được tìm thấy trong quá trình khai quật đã được chuyển đến Bảo tàng Truyền thuyết Địa phương Bila Tserkva.
Quỹ từ thiện của ông cũng tài trợ cho huấn luyện viên, hỗ trợ về đồng phục, thiết bị và các lớp học tại White Leopard Ice Arena. Ông cũng miễn phí cho trẻ em khi tham gia khu trượt băng nghệ thuật và khúc côn cầu tại "Zmina" ở Bila Tserkva.
Quỹ cũng đã thực hiện một số dự án xã hội nhằm hỗ trợ những nhóm người dễ bị tổn thương nhất: "Academy of Pensioners", "Help to have a child", "Start of Hope", "Spartakiad" cũng như trao học bổng cho những sinh viên xuất sắc.